# إبيسكوبي (إماثيا)
إبيسكوبي (Επισκοπή) هي مدينة في إيماثيا في مقاطعة فوريا إلادا في اليونان. يبلغ عدد سكانها حوالي 2024   نسمة.